# Kay Nielsen

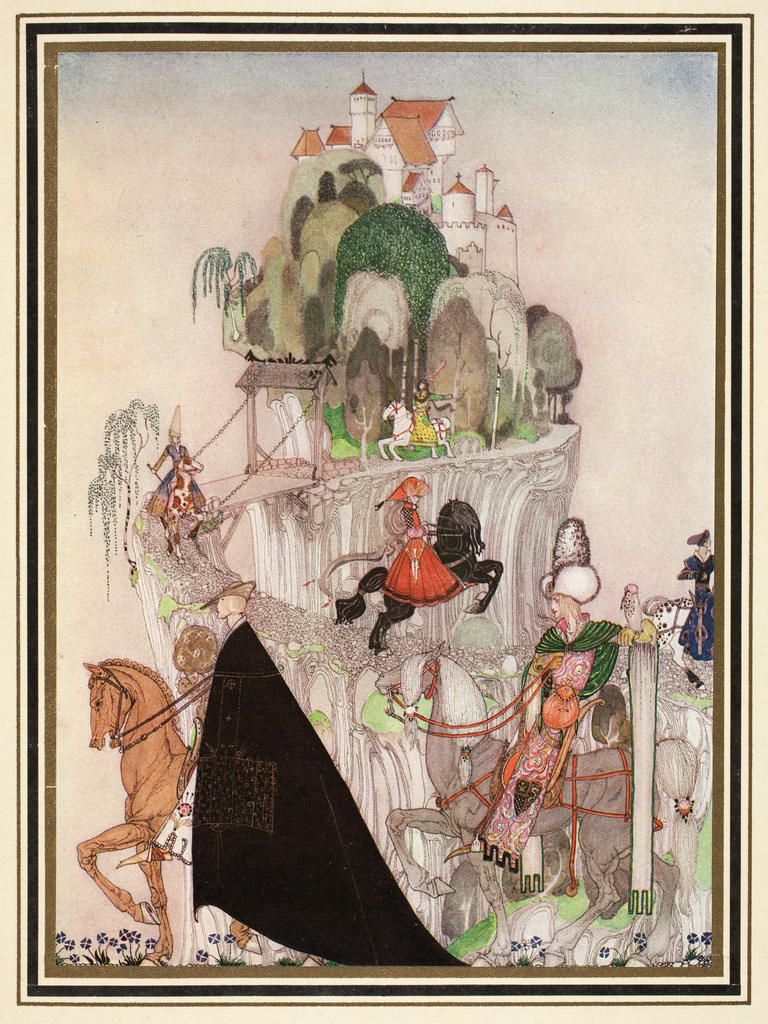
Illustration till sagan "Östan om sol, västan om måne" gjord av Nielsen 1914

Kay Nielsen, född 1886, död 1957, var en dansk tecknare och illustratör. Han föddes i Köpenhamn, son till Oda Nielsen og Martinus Nielsen. Under början av 1900-talet blev han känd som illustratör av böcker. Emigrerade till USA. Han arbetade en tid för Walt Disney. Där medverkade i framställandet av scenerna En natt på Blåkulla och Ave Maria i filmen Fantasia. Nielsen gjorde även bilder och koncept till en tecknad film om Den lilla sjöjungfrun, men filmen lades på is, och hans artwork användes först många år senare till filmen som hade premiär 1989. Under 1940 och 1950-talet bodde han i Bakkebølle i Danmark. Han avled 1957 i Los Angeles.